# Márton Keleti
Dans le nom hongrois Keleti Márton, le nom de famille précède le prénom, mais cet article utilise l’ordre habituel en français Márton Keleti, où le prénom précède le nom.
Márton Keleti est un scénariste et réalisateur hongrois, né le 26 avril 1905 à Budapest où il est mort le 20 juin 1973.

## Biographie
D'abord homme de théâtre et grand mélomane, Márton Keleti apprend son métier auprès de Paul Fejos et de Lászlo Vajda. Il débute à la réalisation en 1937 avec Torockói menyasszony (Le Pont de Torockó) et produit deux autres films la même année.
Contraint au silence, entre 1939 et 1944, en raison de ses origines juives, Keleti réalisa le premier film hongrois d'après-guerre : L'Institutrice (A tanítónő). Depuis, il a beaucoup filmé, avec métier et régularité, dans une grande diversité de genres, pour le grand écran mais aussi pour la télévision. Il est l'auteur de cinquante-sept réalisations.

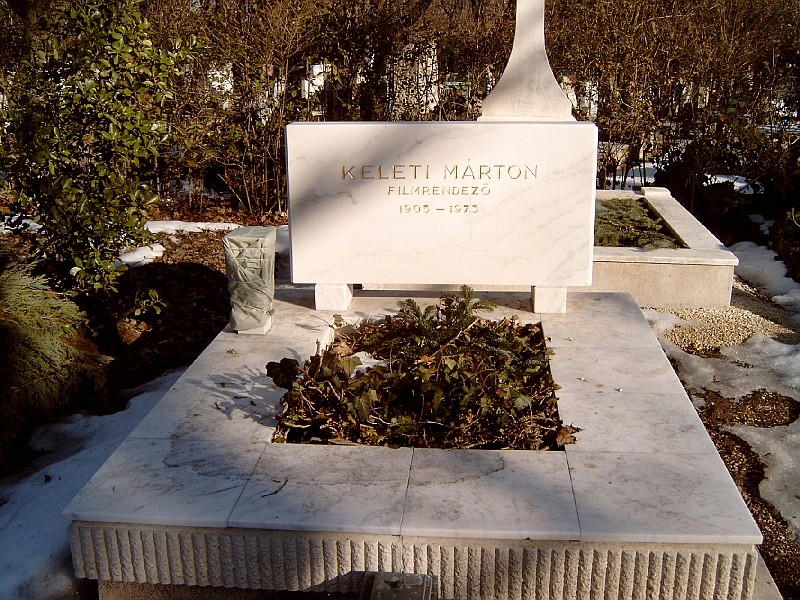
Tombe de Keleti au Cimetière de Farkasrét à Budapest.

## Filmographie principale depuis 1945 (longs métrages)
- 1945 : L'Institutrice (A tanítónő)
- 1948 : Le Siège de Bistrița (Beszterce ostroma)
- 1949 : Mickey le magnat (Mágnás Miska)
- 1949 : Janika
- 1950 : Le Chant de la belle vie (Dalolva szép az élet)
- 1951 : Un drôle de mariage (Különös házasság)
- 1951 : Tribunaux civils (Civil a pályán)
- 1952 : Erkel
- 1953 : Les Jeunes cœurs (Ifjú szívvel)
- 1953 : Vendredi 13 (Péntek 13)
- 1953 : Petit Sou (Kiskrajcár)
- 1954 : Réjouis-toi (Fel a fejjel)
- 1955 : Gala (Díszelőadás)
- 1955 : Az élet hídja
- 1956 : A csodacsatár
- 1957 : Deux Aveux (Két vallomás)
- 1958 : Le Dernier Don Juan (Don Juan legutolsó kalandja)
- 1958 : La Belle et le Tzigane (Fekete szem éjszakája) - Coréalisateur : Jean Dréville
- 1959 : Hier (Tegnap)
- 1959 : À quelques pas de la frontière (Pár lépés a határ)
- 1960 : L'Aube (Virrad)
- 1961 : Jusqu'à demain (Amíg holnap lesz)
- 1961 : Indigne de ce nom (Nem ér a nevem)
- 1961 : Des fusils et des colombes (Puskák és galambok)
- 1962 : Dimanche de pluie (Esős vasárnap)
- 1963 : Le Chant du cygne (Hattyúdal)
- 1964 : Évidence (Ha egyszer húsz év múlva)
- 1965 : Le Caporal et les autres (A tizedes meg a többiek)
- 1965 : L'Histoire de la bêtise (Butaságom története)
- 1966 : Ciel variable (Változó felhőzet)
- 1967 : Étude sur les femmes (Tanulmány a nőkről)
- 1969 : Mariage express (Elsietett házasság)
- 1969 : La Vérité historique (Történelmi maganügyek)
- 1970 : Franz Liszt, les rêves d'amour (Szerelmi álmok – Liszt)
- 1972 : Le Prince Bob (Bob herceg)
- 1972 : Course poursuite (Fuss, hogy utolérjenek)
- 1973 : Csínom Palkó